# Breithauptita
La breithauptita es un mineral antimoniuro de la clase de los minerales sulfuros, y dentro de esta pertenece al llamado “grupo de la niquelina”. Fue descubierta en 1840 en Sankt Andreasberg, en el estado de Baja Sajonia (Alemania), siendo nombrada así en honor de August Breithaupt, mineralogista alemán. Un sinónimos poco usado es antimoníquel.

## Características químicas

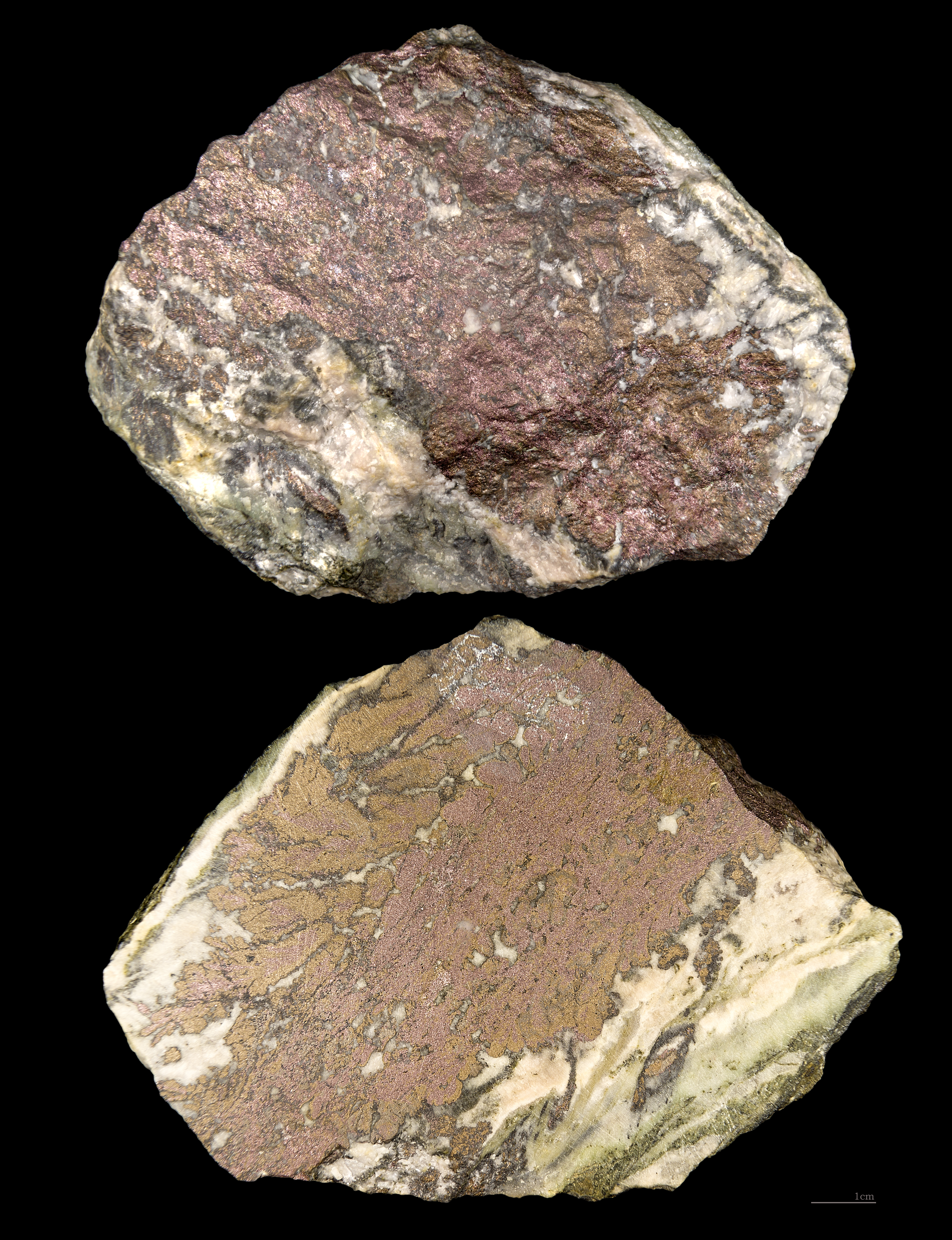
Breithauptite - Área de cobalto, región de cobalto-Gowganda, distrito de Timiskaming, Ontario, Canadá - Dos vistas del mismo espécimen.

Es un antimoniuro simple de níquel.
Además de los elementos de su fórmula, suele llevar como impurezas: hierro, cobalto, arsénico y azufre.

## Formación y yacimientos
Aparece en vetas de calcita de alteración hidrotermal asociado con yacimientos de sulfuros de cobalto, níquel y plata.
Suele encontrarse asociado a otros minerales como: plata, niquelina, maucherita, cobaltita, ullmannita, tetraedrita, pirrotita, cubanita, calcopirita, esfalerita, galena o calcita.

## Usos
Puede ser empleado como mena del níquel y antimonio.